# 충청북도지사 선거
충정북도지사 선거는 충청북도의 도지사를 선출하는 선거이다. 

## 역대 민선 충청북도지사
| 선거   | 정당 | 정당           | 도지사 |
| ------ | ---- | -------------- | ------ |
| 1960년 |      | 민주당         | 조대연 |
| 1995년 |      | 자유민주연합   | 주병덕 |
| 1998년 |      | 자유민주연합   | 이원종 |
| 2002년 |      | 한나라당       | 이원종 |
| 2006년 |      | 한나라당       | 정우택 |
| 2010년 |      | 민주당         | 이시종 |
| 2014년 |      | 새정치민주연합 | 이시종 |
| 2018년 |      | 더불어민주당   | 이시종 |
| 2022년 |      | 국민의힘       | 김영환 |

## 역대 선거 결과

### 1960년 대한민국 지방선거
1960년에 실시된 1960년 대한민국 지방선거에서 조대연 후보가 충청북도지사로 당선되었다. 하지만 5.16 군사 정변 이후 충청북도지사는 다시 관선으로 선출하도록 바뀌었다.

### 제1회 전국동시지방선거
|  | 36.43% |

|  | 24.50% |

|  | 23.29% |

|  | 7.97% |

|  | 4.06% |

|  | 3.72% |

### 제2회 전국동시지방선거
|  | 74.14% |

|  | 25.85% |

### 제3회 전국동시지방선거
|  | 58.59% |

|  | 33.47% |

|  | 7.92% |

### 제4회 전국동시지방선거
|  | 59.66% |

|  | 30.63% |

|  | 6.45% |

|  | 3.24% |

### 제5회 전국동시지방선거
|  | 51.22% |

|  | 45.91% |

|  | 2.86% |

### 제6회 전국동시지방선거
|  | 49.75% |

|  | 47.68% |

|  | 2.56% |

### 제7회 전국동시지방선거
|  | 61.15% |

|  | 29.66% |

|  | 9.17% |

### 제8회 전국동시지방선거
|  | 58.19% |

|  | 41.80% |